# Kabinett Althaus I
Das Kabinett Althaus I bildete von 2003 bis 2004 die Thüringer Landesregierung. Der CDU-Landesvorsitzende Dieter Althaus wurde am 5. Juni 2003 vom Thüringer Landtag zum dritten Thüringer Ministerpräsidenten seit 1990 gewählt. Althaus setzte die seit der Landtagswahl 1999 amtierende CDU-Alleinregierung seines Vorgängers Bernhard Vogel fort und stellte am Folgetag die Minister der neuen Landesregierung vor.
Der seit 1992 amtierende, nunmehr 70-jährige Bernhard Vogel (CDU) war vom Amt des Ministerpräsidenten zurückgetreten, um mit ausreichendem Abstand vor der bevorstehenden 4. Landtagswahl am 13. Juni 2004 die Führung der Landesregierung dem 26 Jahre jüngeren Dieter Althaus zu übergeben.
Mit dem Zusammentritt des 4. Thüringer Landtags am 8. Juli 2004 endete gemäß Artikel 75 Absatz 2 der Verfassung des Freistaats Thüringen die Amtszeit der Landesregierung.
| Amt                                                 | Name                | Partei | Partei |
| --------------------------------------------------- | ------------------- | ------ | ------ |
| Ministerpräsident                                   | Dieter Althaus      |        | CDU    |
| Stellvertreter des Ministerpräsidenten              | Andreas Trautvetter | CDU    |        |
| Innenminister                                       | Andreas Trautvetter | CDU    |        |
| Minister für Bundes- und Europaangelegenheiten      | Hans Kaiser         | CDU    |        |
| Chef der Staatskanzlei                              | Hans Kaiser         | CDU    |        |
| Kultusminister                                      | Michael Krapp       | CDU    |        |
| Justizminister                                      | Karl Heinz Gasser   | CDU    |        |
| Finanzministerin                                    | Birgit Diezel       | CDU    |        |
| Minister für Wirtschaft, Arbeit und Infrastruktur   | Jürgen Reinholz     | CDU    |        |
| Minister für Soziales, Familie und Gesundheit       | Klaus Zeh           | CDU    |        |
| Minister für Landwirtschaft, Naturschutz und Umwelt | Volker Sklenar      | CDU    |        |
| Ministerin für Wissenschaft, Forschung und Kunst    | Dagmar Schipanski   | CDU    |        |